# Diplonevra nitidifrons
Diplonevra nitidifrons är en tvåvingeart som först beskrevs av Charles Thomas Brues 1904.  Diplonevra nitidifrons ingår i släktet Diplonevra och familjen puckelflugor. Inga underarter finns listade i Catalogue of Life.